# Carina Konrad

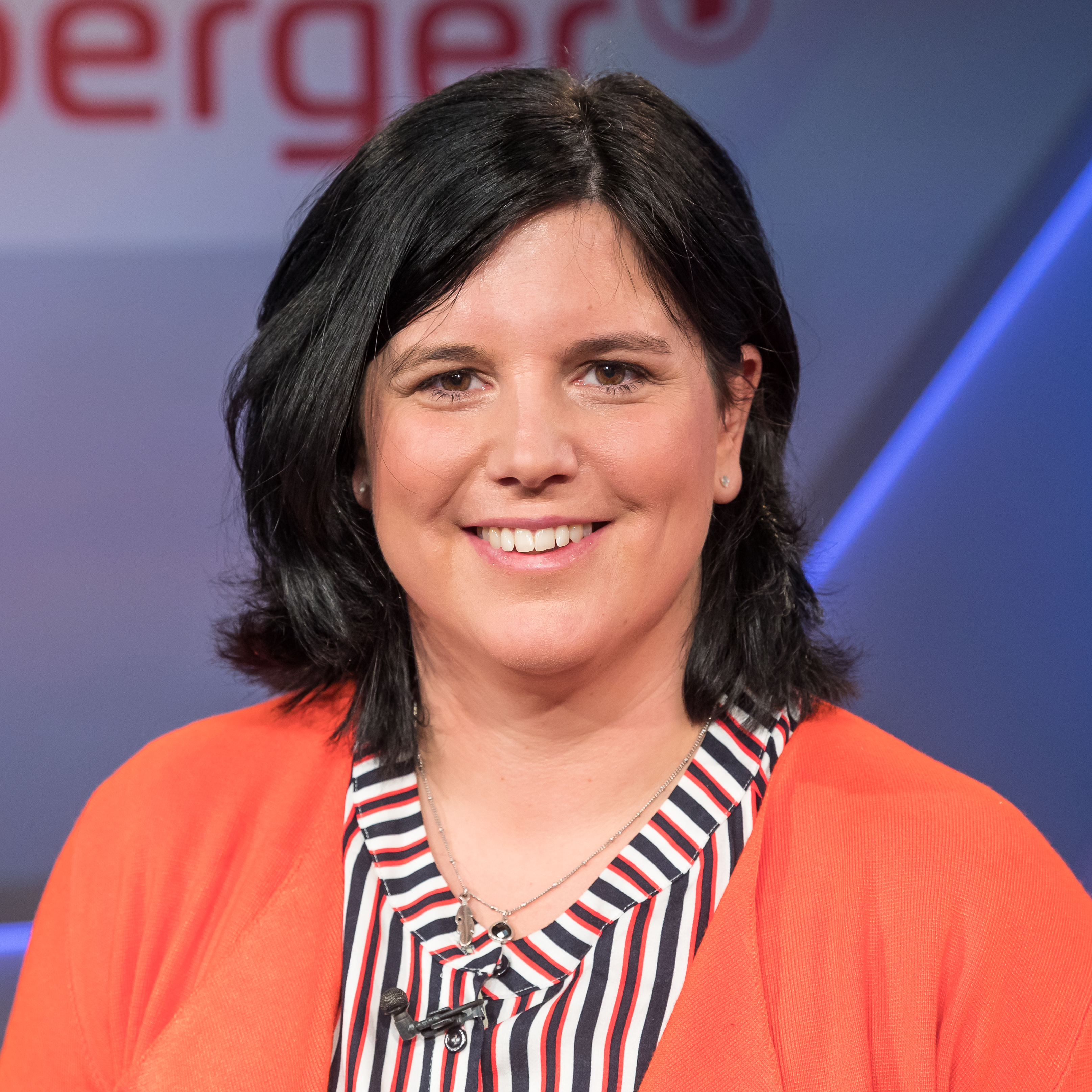
Carina Konrad, Bundestagsabgeordnete der FDP (2019)

Carina Konrad (* 19. September 1982 in Simmern/Hunsrück) ist eine deutsche Politikerin (FDP) und Diplom-Agraringenieurin. Von 2017 bis 2025 war Konrad Abgeordnete im Deutschen Bundestag.

## Leben und Beruf
Carina Konrad beendete ihr Studium mit dem Abschluss Diplom-Agraringenieurin (FH). Gemeinsam mit ihrer Familie bewirtschaftet sie einen landwirtschaftlichen Betrieb im Hunsrück.
Seit der Landtagswahl in Rheinland-Pfalz 2016 bis zu ihrer Wahl als Bundestagsabgeordnete 2017 leitete sie das Büro des rheinland-pfälzischen Landtagsabgeordneten Marco Weber (FDP).

## Gesellschaftliches Engagement
Carina Konrad übernahm 2009 den Vorsitz des Vereines landwirtschaftliche Fachbildung (VlF) Simmern-Birkenfeld e. V.
Seit 2010 ist sie kooptiertes Vorstandsmitglied des Bauern- und Winzerverbandes im Rhein-Hunsrück-Kreis. Im Juni 2022 wurde Konrad Mitglied des Parlamentarischen Weinforums, einer Gruppe von Abgeordneten, die sich dem Weinbau in Deutschland widmet.

## Privates
Carina Konrad ist verheiratet und dreifache Mutter.

## Partei und Politik
Carina Konrad ist seit 2015 Mitglied der Freien Demokratischen Partei (FDP). 

### Kreis- und Kommunalpolitik
2016 übernahm Konrad den Vorsitz des FDP-Kreisverbandes Rhein-Hunsrück.
Zur Kommunalwahl in Rheinland-Pfalz 2019 und zur Kommunalwahl 2024 trat sie als Spitzenkandidatin der Freien Demokraten für den Kreistag des Rhein-Hunsrück-Kreises an. Sie ist seit Mai 2019 dort FDP-Fraktionsvorsitzende. Sie ist ebenfalls Mitglied im Verbandsgemeinderat Hunsrück-Mittelrhein.

### Landespolitik
Von 2023 bis 2025 war Konrad stellvertretende Landesvorsitzende der FDP Rheinland-Pfalz.
Sie ist ebenfalls Landesvorsitzende des Verbandes Liberaler Kommunalpolitiker Rheinland-Pfalz.

### Bundespolitik
Bei der Bundestagswahl 2017 kandidierte Konrad auf Platz 4 der Landesliste der FDP Rheinland-Pfalz für den Wahlkreis Mosel-Rhein-Hunsrück und wurde am 24. September 2017 zur Abgeordneten des 19. Deutschen Bundestags gewählt.
Zur Bundestagswahl 2021 trat Carina Konrad erneut an und zog über den zweiten Listenplatz der FDP-Landesliste Rheinland-Pfalz wieder in den Bundestag ein. Bei den folgenden Koalitionsverhandlungen war sie die Chefverhandlerin der FDP in der Verhandlungsgruppe Agrar. Am 7. Dezember 2021 wurde sie zur stellvertretenden Vorsitzenden der FDP-Bundestagsfraktion gewählt.
Zur Bundestagswahl 2025 wurde Konrad auf dem Parteitag am 14. Dezember 2024 in Nackenheim zur rheinland-pfälzischen Spitzenkandidatin ihrer Partei gewählt. Dabei setze sie sich in einer Kampfkandidatur mit 113 zu 84 Delegiertenstimmen gegen die Bundestagsabgeordnete Sandra Weeser durch.

#### Mitgliedschaften und Ämter im Bundestag
In der 19. Wahlperiode des Bundestages war Carina Konrad stellvertretende Vorsitzende des Ausschusses für Ernährung und Landwirtschaft sowie Obfrau ihrer Fraktion. Darüber hinaus war sie stellvertretendes Mitglied im Ausschuss für Familie, Senioren, Frauen und Jugend.
In der 20. Wahlperiode des Bundestages war Konrad stellvertretendes Mitglied im Verkehrsausschuss, dem Ausschuss für Ernährung und Landwirtschaft, dem Ausschuss für Wohnen, Stadtentwicklung, Bauwesen und Kommunen, dem Ausschuss für Digitales sowie dem Ausschuss für Umwelt, Naturschutz, nukleare Sicherheit und Verbraucherschutz.
Im Gremium der Deutsch-Indischen Parlamentariergruppe war Carina Konrad die stellvertretende Vorsitzende.